# James Keith
James Francis Edward Keith, född 11 eller 16 juni 1696 i Inverugie nära Peterhead i Skottland, död 14 oktober 1758 i slaget vid Hochkirch i nuvarande Sachsen, var en skotsk militär, rysk general och preussisk fältmarskalk. Han var son till William Keith, 9:e earl Marischal och bror till George Keith, 10:e earl Marischal.
Keith var tvungen att gå i landsflykt på grund av sitt deltagande i jakobiternas resning 1715. Han trädde 1728 i rysk tjänst. Här utmärkte han sig i flera fälttåg och fick namn som en av de bästa ryska generalerna. 
Som styresman i det av ryssarna besatta Finland 1742-43 förvärvade Keith sig befolkningens sympatier. Hans verksamhet i Finland behandlas i Zacharias Topelius Hertiginnan av Finland. Han förde därpå befälet över de till Sverige överförda ryska trupperna. 
År 1747 gick James Keith i preussisk tjänst som fältmarskalk, och blev liksom brodern George en av Fredrik II:s närmaste vänner.
År 1886 utgavs Keiths dagbok av August Hjelt i Bidrag till kännedomen om Finlands natur och folk.